# Нишки университет
Нишкият университет (на сръбски: Универзитет у Нишу / Univerzitet u Nišu) е обществен университет в Сърбия, със седалище в град Ниш. Основан е на 15 юни 1965 г. като самостоятелно висше училище от състава на изнесените в Ниш факултети на Белградския университет. От октомври 2024 г. ректор на университета е проф. д-р Йован Степанович.
Състои се от 14 факултета, повечето от които са в Ниш, както и по един в Лесковац, Враня и Крушевац. Разполага и с университетска библиотека „Никола Тесла“.